# Ігнасіо Перес
Ігнасіо Перес (ісп. Ignacio Pérez, 19 грудня 1934, Медельїн — 16 листопада 2009) — колумбійський футболіст, що грав на позиції півзахисника.
Виступав, зокрема, за клуби «Онсе Кальдас», «Індепендьєнте Медельїн» та «Санта-Фе», а також національну збірну Колумбії.

## Клубна кар'єра
У дорослому футболі дебютував 1961 року виступами за команду «Онсе Кальдас», в якій провів два сезони, взявши участь у 41 матчі чемпіонату. Більшість часу, проведеного у складі «Онсе Кальдас», був основним гравцем команди.
Протягом 1963 року захищав кольори клубу «Індепендьєнте Медельїн», після чого повернувся до «Онсе Кальдас». Цього разу відіграв за команду з Манісалеса ще два сезони своєї ігрової кар'єри і знову здебільшого виходив на поле в основному складі команди.
1966 року перейшов у «Санта-Фе», з яким того ж року виграв чемпіонат Колумбії, а 1968 року втретє став гравцем «Онсе Кальдаса».
Завершив ігрову кар'єру у команді «Депортіво Перейра», за яку виступав протягом 1969—1970 років.

## Виступи за збірну
30 квітня 1961 року дебютував в офіційних ігра у складі національної збірної Колумбії у кваліфікаційному матчі до чемпіонату світу 1962 року проти Перу, а 25 квітня 1962 року в товариській грі проти Мексики (0:1) зіграв свій третій і останній матч за збірну.
Згодом у складі збірної був учасником чемпіонату світу 1962 року у Чилі, але на поле більше не виходив.
Помер 16 листопада 2009 року на 75-му році життя від серцевого нападу.

## Титули і досягнення
- Чемпіон Колумбії (1): 1966